# Caragana
Caragana és un gènere de plantes amb flors dins la família de les fabàcies. És natiu d'Àsia i l'est d'Europa.
Les espècies del gènere són arbusts i petits arbres que fan d'1 a 6 m d'alt. Tenen les fulles pinnades amb petits folíols i flors solitàries o agrupades de color groc i rarament rosa o blanques, tenen tavelles.

## Algunes espècies
| - Caragana ambigua Stocks - Caragana arborescens Lam. - Caragana aurantiaca (Koehne) - Caragana boisii C.K.Schneid. - Caragana brachyantha Rech.f. - Caragana brevifolia Kom. - Caragana brevispina Royle ex Benth. - Caragana bungei Ledeb. - Caragana camilli-schneideri Kom. - Caragana chamlague LAMRK - Caragana conferta Benth. - Caragana davazamcii Sancz. - Caragana decorticans Hemsl. - Caragana densa Kom. - Caragana erinacea Kom. - Caragana franchetiana Kom. - Caragana frutex (L.) K.Koch - Caragana gerardiana Royle ex Benth. - Caragana grandiflora DC. - Caragana jubata (Pall.) Poir. - Caragana korshinskii Kom. - Caragana leucophloea Pojark. | - Caragana leveillei Kom. - Caragana manshurica (Kom.) Kom. - Caragana microphylla Lam. - Caragana pleiophylla (Regel) Pojark. - Caragana polourensis Franch. - Caragana pruinosa Kom. - Caragana pygmaea (L.) DC. - Caragana roborovskyi Kom. - Caragana rosea Turcz. ex Kom. - Caragana sinica (Buc'hoz) Rehder - Caragana sophoraelia Tausch - Caragana spinosa (L.) Vahl ex Hornem. - Caragana stenophylla Pojark. - Caragana tangutica Maxim. ex Kom. - Caragana tibetica Maxim. ex Kom. - Caragana tragacanthoides (Pall.) Poir. - Caragana turkestanica Kom. - Caragana ulicina Stocks - Caragana versicolor Benth. |